# Sindrome poliendocrina autoimmune
In medicina, la sindrome poliendocrina autoimmune, chiamata anche sindrome polighiandolare autoimmune, si intende un gruppo eterogeneo di malattie rare caratterizzate da attività autoimmune contro due o più organi endocrini, anche se ulteriori organi possono essere coinvolti.
Vi sono tre "sindromi poliendocrine autoimmuni" e un certo numero di altre malattie che comportano una autoimmunità endocrina come una delle loro caratteristiche.

## Le sindromi
- Sindrome poliendocrina autoimmune di tipo 1 (sindrome di Whitaker)
- Sindrome poliendocrina autoimmune di tipo 2 (sindrome di Schmidt)
- La forma più grave, ma più rara, è la "disfunzione del sistema immunitario, poliendocrinopatia ed enteropatia legata al cromosoma X", chiamata IPEX. Essa è dovuta alla mutazione del gene FOXP3 sul cromosoma X.[3] La maggior parte dei pazienti sviluppano diabete e diarrea da neonati e molti muoiono a causa della autoimmunità contro molti organi. I maschi sono coinvolti, mentre le femmine sono portatrici e potrebbero accusare lievi sintomi della malattia.

## Altre patologie
Altre malattie che caratterizzano l'autoimmunità poliendocrina:
- Le anomalie cromosomiche (sindrome di Down) aumentano il rischio di autoimmunità endocrina
- La sindrome POEMS, dove la E sta per "endocrinopatia"; la causa è un paraproteina escreta da un plasmocitoma o da un mieloma multiplo; altre caratteristiche sono polineuropatia, organomegalia (epatomegalia e splenomegalia), proteina M (paraproteina) e alterazioni cutanee.
- Molte malattie, tra cui Lupus eritematoso sistemico e la malattia di Addison.

## Trattamento
In linea di principio, le varie condizioni vengono gestite singolarmente. La sfida è rilevare la possibilità di una qualsiasi delle sindromi di cui sopra e di anticipare le manifestazioni. Ad esempio, in un paziente con nota sindrome di tipo 2 ma senza che si presentino le caratteristiche della malattia Addison, uno screening regolare per gli anticorpi contro la 21-idrossilasi (una caratteristica dell'Addison) può richiedere l'intervento precoce e la somministrazione di idrocortisone per prevenire le crisi caratteristiche.